# Privatinsolvenz
Der Begriff Privatinsolvenz (in der Schweiz und in Österreich als Privatkonkurs bezeichnet) ist die umgangssprachliche Bezeichnung für die gerichtliche Schuldenregulierung, wenn eine natürliche Person zahlungsunfähig ist und keine selbständige wirtschaftliche Tätigkeit ausübt oder ausgeübt hat. In diesem Fall wird in Deutschland ein Verbraucherinsolvenzverfahren und in Österreich das Schuldenregulierungsverfahren durchgeführt. Die Restschuldbefreiung ermöglicht diesen Personen, nach einer Wohlverhaltensphase schuldenfrei zu werden.

## Ablauf und Ziele
Innerhalb einer Wohlverhaltensphase soll die natürliche Person alle zumutbaren Anstrengungen unternehmen, die vorhandenen Verbindlichkeiten abzutragen. Das bedeutet zum Beispiel bei Arbeitnehmern, dass sie während der Wohlverhaltensphase ihr Einkommen, das über die Pfändungsfreigrenze hinausgeht, zur Schuldentilgung einsetzen müssen. Die Erteilung der Restschuldbefreiung und damit der Erlass der verbleibenden Schulden erfolgt in der Regel mit dem Ende der Wohlverhaltensphase. Ein neues Privatinsolvenzverfahren kann bei Verstoß gegen die gesetzlichen Regeln erst nach erheblicher Wartezeit – vollständig neu – durchlaufen werden. Das Verfahren verlangt also ein redliches Verhalten des Schuldners.
Es gibt meist keine Möglichkeiten, diese Anforderungen – auch mit „vermeintlich raffinierten“ Konstruktionen zu umgehen, da solche Verhaltensweisen der Redlichkeit zuwiderlaufen. Schlussendlich bedeutet dies, dass der Schuldner sich während der Wohlverhaltensphase sehr weitgehend den Anforderungen zur Tilgung seiner Schulden unterwerfen muss. Die Dauer dieser Wohlverhaltensphase ist in den einzelnen Staaten unterschiedlich geregelt.

## Das Insolvenzverfahren in Deutschland
In Deutschland wurde 1999 die Konkursordnung durch ein neues Insolvenzrecht abgelöst. Seitdem gibt es das Verbraucherinsolvenzverfahren mit der Restschuldbefreiung. 2013 wurde eine weitere Reform des Insolvenzrechts durch das Gesetz zur Verkürzung des Restschuldbefreiungsverfahrens und zur Stärkung der Gläubigerrechte verabschiedet. Die sogenannte 2. Stufe der Insolvenzrechtsreform trat daraufhin am 1. Juli 2014 in Kraft. Neben den Verkürzungsmöglichkeiten des Insolvenzverfahrens räumt die Reform sowohl Schuldnern als auch Gläubigern Erleichterungen ein. Ende 2020 trat per Gesetz eine weitere Verkürzung in Kraft.

### Die Änderungen durch die Reform 2020
Am 30. Dezember 2020 wurde rückwirkend zum 1. Oktober 2020 die Frist für das Restschuldbefreiungsverfahren auf drei Jahre herabgesetzt.

### Die Änderungen durch die Reform 2013
- Möglichkeit der Verkürzung des Insolvenzverfahrens auf 3 Jahre oder 5 Jahre (anstatt der Regellaufzeit von 6 Jahren)
- Möglichkeit einer vorzeitigen Entschuldung durch einen Insolvenzplan
- Einen besseren Mieterschutz – Inhaber von Genossenschaftsanteilen werden nun vor Kündigung geschützt
- Einführung zusätzlicher Ausnahmen von der Erteilung der Restschuldbefreiung
- Änderung der Erwerbsobliegenheit und Versagung bei Nichteinhaltung
- Möglichkeit der nachträglichen Versagung der Restschuldbefreiung
- Ausweitung der Versagung wegen unangemessener Verbindlichkeiten oder Vermögensverschwendung auf drei Jahre
- Stärkung der Rechte ungesicherter Gläubiger
- Versagung der Restschuldbefreiung per schriftlichem Antrag

Weil die Reform jedoch die Vergütung des Insolvenzverfahrens in Verbraucherinsolvenzsachen stark angehoben hat, sind zur Verkürzung des Verfahrens auf 3 Jahre regelmäßig weit mehr als 35 % der Schuldensumme zu tilgen. So wäre bei einer Schuldensumme von 35.000,00 € ein Betrag von 18.882,00 € für eine Verkürzung auf 3 Jahre vonnöten. Dies entspricht 53,95 % der Schulden. Dabei erhält alleine der Insolvenzverwalter 5.832,00 €.
Bei der Tilgung der offenen Forderungen stellt sich auch die Frage, woraus die Mittel zu ihrer Zahlung stammen dürfen. Eine Antwort hierzu lässt sich aus den Vorbereitungsdokumenten zum Regierungsentwurf zur Reform des Insolvenzrechts 2014 geben. Demnach wird die Befriedigung der Gläubiger durch die obligatorische Abtretung des pfändbaren Einkommens während der Wohlverhaltensperiode erfolgen können. Entsprechend hierzu der Regierungsentwurf: „Bei der Berechnung der Mindestbefriedigungsquote sind […] die innerhalb der Wohlverhaltensperiode den Gläubigern zugeflossenen Beträge – insbesondere die nach § 287 Absatz 2 InsO abgetretenen Bezüge – zu berücksichtigen.“ Weiterhin kann der Schuldner eigene Leistungen, die oberhalb des Pfändungsfreibetrags liegen, zur Befriedigung der Gläubiger verwenden. Hierzu der Regierungsentwurf: „Zum einen soll die Mindestbefriedigungsquote – wie bereits ausgeführt – den Schuldner zu einigen Anstrengungen und gegebenenfalls zu überobligatorischen Leistungen motivieren. Der Schuldner kann – wozu er bislang keine Veranlassung hatte – z. B. auf Teile seines über dem Existenzminimum liegenden unpfändbaren Einkommens oder Vermögens verzichten, durch Annahme eines Nebenjobs sein pfändbares Einkommen erhöhen oder ein Verwandtendarlehen in Anspruch nehmen.“ 
Darüber hinaus geht der Regierungsentwurf davon aus, dass die Befriedigung der Gläubiger auch durch die Verwertung von vorliegendem Vermögen der natürlichen Person durchgeführt werden kann. Hierzu lautet der Regierungsentwurf: „Zum anderen kann der Schuldner durch frühzeitigeres Stellen des Insolvenzantrags zum Erreichen der Mindestbefriedigungsquote beitragen. Bei der Berechnung der Mindestbefriedigungsquote […] hängt das Ergebnis der Schlussverteilung des Insolvenzverfahrens auch davon ab, wie frühzeitig der Schuldner den Insolvenzantrag stellt.“ Da die Schlussverteilung die gesamte verwertbare Insolvenzmasse berücksichtigt, kann geschlussfolgert werden, dass der vorliegende Regierungsentwurf hiermit auch die Verwertung des Schuldnervermögens meint. Ausgehend vom Regierungsentwurf kann der Schuldner weiterhin „aktivierte Drittmittel“ zur Befriedigung der Gläubiger nutzen. Hierunter fallen Zuwendungen nahestehender Personen oder etwa Darlehen. Demnach der Regierungsentwurf: „Dies gilt auch für den Fall einer von dem Schuldner aktivierten entgeltlichen oder unentgeltlichen Direktzahlung aus Drittmitteln, da eine solche Direktzahlung nicht anders behandelt werden kann, als wenn dieses Geld zunächst in die Insolvenzmasse geflossen wäre und anschließend zur Tilgung der Verbindlichkeiten verwendet wird.“ Allerdings spricht der Regierungsentwurf von „Verwandtendarlehen“. Bezüglich anderer Darlehen zur Tilgung sollte die fortlaufende Rechtsprechung beachtet werden.
Ein Vorteil für Schuldner, der im Rahmen der Reform geschaffen wurde, liegt in der Einführung eines Verbraucher-Insolvenzplanverfahrens. Gegenüber der Verkürzung gilt hierfür, dass ein solches Insolvenzplanverfahren für Schuldner auch auf Verfahren anwendbar ist, die vor dem Inkrafttreten der Reform am 1. Juli 2014 eingeleitet wurden. Ein Insolvenzplanverfahren ermöglicht es Schuldnern, im Einvernehmen mit den Gläubigern und dem Gericht einen Insolvenzplan im Sinne eines Vergleichs auszuarbeiten. Er bietet die Möglichkeit, bei einer Annahme des Plans durch eine Kopf- und Summenmehrheit der beim Abstimmungstermin anwesenden Gläubiger die ablehnenden Gläubiger zu überstimmen.

### Besserer Mieterschutz – Inhaber von Genossenschaftsanteilen werden durch die Reform geschützt
Eine weitere Änderung betrifft den Mieterschutz. So konnte der Insolvenzverwalter bis zum Inkrafttreten der Reform am 1. Juli 2014 das auf den Genossenschaftsanteilen beruhende Mietverhältnis des Schuldners kündigen. Durch eine weitere Änderung der Reform sind nun auch die Genossenschaftsanteilsinhaber im Rahmen der Privatinsolvenz geschützt – vorausgesetzt, der Wert der Beteiligung übersteigt nicht vier Nettokaltmieten oder 2.000 €.

### Zusätzliche Ausnahmen von der Erteilung der Restschuldbefreiung
Mit der Reform der Privatinsolvenz wurden auch zusätzliche Ausnahmen von der Erteilung der Restschuldbefreiung eingeführt. Diese Ausnahmen stellen Forderungspositionen dar, die der Schuldner trotz des Durchlaufens eines Privatinsolvenzverfahrens selbst tragen muss. Vor dem 1. Juli 2014 galt lediglich, dass Ansprüche aus vorsätzlich unerlaubten Handlungen sowie Geldstrafen und Ordnungsgelder etc. als Ausnahmen von der Restschuldbefreiung bestanden. Durch die Reform wurden folgende Forderungspositionen nun ausdrücklich von der Restschuldbefreiung ausgenommen: Als neue Ausnahme wurden zum einen Ansprüche aus rückständigem Unterhalt, solange die natürliche Person als Schuldner diesen Unterhalt pflichtwidrig zurückbehalten oder gar nicht gewährt hat. Zum anderen traten als neue Ausnahme Schulden aus Steuerhinterziehung hinzu, solange der Schuldner wegen einer Steuerstraftat nach den §§ 370, 373 oder 374 AO rechtskräftig verurteilt worden ist.

### Änderung der Erwerbsobliegenheit und Versagung bei Nichteinhaltung
Auch hinsichtlich der Erwerbsobliegenheit wurden durch die Reform Änderungen vorgenommen. Die Erwerbsobliegenheit bedeutet, dass Schuldner im Rahmen des Insolvenzverfahrens dazu verpflichtet sind, einer angemessenen beruflichen Tätigkeit nachzugehen oder sich stets um eine solche zu bemühen. Mit umfasst von der Erwerbsobliegenheit ist auch das Verbot, zumutbare Tätigkeiten auszuschlagen. Bei Nichteinhaltung der Erwerbsobliegenheit oder einem Verstoß gegen diese ist die Restschuldbefreiung zu versagen. Vor der Reform konnte der Schuldner bis zum Eintritt der Erwerbsobliegenheit den Eintritt der Wohlverhaltensperiode abwarten. Dabei verging in der Regel ein Jahr. Durch die mit der Reform einhergehende Änderung ist die Erwerbsobliegenheit nun schon ab der Verfahrenseröffnung zu erfüllen.

### Möglichkeit der nachträglichen Versagung der Restschuldbefreiung
Eine weitere Änderung durch die Reform besteht darin, dass die Restschuldbefreiung auch nachträglich versagt werden kann. Vor der Reform musste der Antrag im Schlusstermin vor dem Beginn der Wohlverhaltensperiode gestellt werden. Nach der Reform können Gläubiger einen entsprechenden Versagungsantrag binnen sechs Monaten nach Bekanntwerden des Versagungsgrundes auch während der Wohlverhaltensperiode stellen.
Mit Inkrafttreten der Reform wurde auch der Zeitraum für die Antragstellung aufgrund des Versagungsgrundes der Begründung unangemessener Verbindlichkeiten oder der Vermögensverschwendung von einem auf drei Jahre ausgeweitet.

### Stärkung der Rechte ungesicherter Gläubiger
Bis zum Inkrafttreten der Reform der Privatinsolvenz wurden Gläubiger begünstigt, die sich in der Zeit vor der Verfahrenseröffnung zur Sicherung ihrer Forderung den pfändbaren Anteil des Einkommens des Schuldners abtreten ließen. Das Ergebnis war, dass die Lohnabtretung auch im Insolvenzverfahren selbst für die ersten beiden Jahre bestehen blieb, so dass der Gläubiger der Abtretung zwei Jahre lang den pfändbaren Teil des Einkommens alleine bekam. Durch die Reform wurde diese Regelung ersatzlos gestrichen. Hiermit wurde das Ziel der Gläubigergleichbehandlung und der Verteilungsgerechtigkeit im Insolvenzverfahren verfolgt. Der zuvor laufende Lohnabtretungsanspruch fällt nun automatisch in die Insolvenzmasse.

### Schriftlicher Antrag auf Versagung der Restschuldbefreiung
Durch die Reform können die Gläubiger bereits vor dem Schlusstermin einen schriftlichen Antrag auf Versagung der Restschuldbefreiung stellen. Bis zum Inkrafttreten der Reform am 1. Juli 2014 waren die Gläubiger dazu verpflichtet, den Versagungsantrag im Schlusstermin persönlich zu stellen oder durch einen Vertreter stellen zu lassen.

### Möglichkeit der Stundung der Verfahrenskosten
Im deutschen Insolvenzrecht gibt es das Verbraucherinsolvenzverfahren in der Sonderform des sog. Stundungsverfahrens. Hierbei handelt es sich um eine Verbraucherinsolvenz, bei der der Staat anfänglich für sämtliche Verfahrenskosten aufkommt. Erst nach der Erteilung der Restschuldbefreiung muss der Schuldner dann die Verfahrenskosten zahlen. Diese Vorgehensweise ermöglicht es auch vollkommen mittellosen Personen ein Verbraucherinsolvenzverfahren durchzuführen, denn vor Einführung der Verfahrenskostenstundung musste eine natürliche Person die Verfahrenskosten mit dem Insolvenzantrag als Vorschuss aufbringen. Durch die Möglichkeit der Verfahrenskostenstundung hat sich die Zahl der erfolgreichen Verbraucherinsolvenzen (Erfolgreich im Sinne der Erteilung einer Restschuldbefreiung) erheblich erhöht.

## Insolvenz in Großbritannien
Die Dauer eines Insolvenzverfahrens ist im Vereinigten Königreich nicht einheitlich geregelt. Mit zumindest neun Monaten dauert eine Privatinsolvenz in England und Wales nicht so lange wie in Deutschland, auch wenn hier für Verfahren, die nach dem 30. Juni 2014 beantragt wurden, Möglichkeiten zur Verkürzung bestehen. Die Verfahrensverkürzung in England und Wales geht jedoch mit zusätzlichen Auflagen einher, so dass eine natürliche Person nach dem Abschluss eines dortigen Verfahrens über mehrere Jahre hinweg weiterhin nicht am normalen Wirtschaftsleben teilnehmen kann. Das Verbraucherinsolvenzverfahren in England kann somit nicht mit dem deutschen Verfahren verglichen werden.

## Schuldenregulierungsverfahren in Österreich
In Österreich wird der Konkurs einer Privatperson Schuldenregulierungsverfahren genannt. Ein solches Verfahren ist in vier Stufen aufgebaut:
1. Außergerichtlicher Ausgleich
2. Sanierungsplan (im Zuge der Insolvenzordnung „neu“ seit 1. Juli 2010 anstelle des „Zwangsausgleichs“ eingeführt)
3. Zahlungsplan
4. Abschöpfungsverfahren

Seit Ende 2017 ist eine Privatinsolvenz ohne zwingende Mindestquote möglich.

## Privatkonkurs in der Schweiz
In der Schweiz kann eine Privatperson nach Art. 191 SchKG den Konkurs über sich selber beantragen (Insolvenzerklärung). Der Konkursrichter eröffnet gegen Kostenvorschuss den Konkurs, wenn keine Aussicht auf eine einvernehmliche private Schuldenbereinigung besteht. Eine Insolvenzerklärung kann jedoch nicht nur von einer Privatperson abgegeben werden; hierzu ist vielmehr – bei Erfüllung der übrigen Voraussetzungen – jeder Schuldner berechtigt.
Mit der Konkurseröffnung fallen die bereits vollzogenen Pfändungen (auch Lohnpfändungen) dahin. Die Gläubiger erhalten für die nicht gedeckten Forderungen einen Verlustschein. Der Schuldner kann dafür erst wieder betrieben werden, wenn er zu neuem Vermögen gekommen ist oder über vermögensbildendes Einkommen verfügt. Der Privatkonkurs erlaubt separate Vereinbarungen mit jedem Gläubiger über den Rückkauf des Verlustscheins.
Allerdings stellt der Privatkonkurs keinerlei Mechanismen zur Verfügung, wie es in Deutschland oder Österreich der Fall ist. Somit liegt die Verantwortung für eine erfolgreiche Entschuldung alleine beim Schuldner.
Für vorhandene Verlustscheine gilt eine Verjährungsfrist nach dem Art. 149a Abs. 1 SchKG, die 20 Jahre beträgt. Die Verjährung von Verlustscheinen wurde mit der Revision des SchKG im Jahr 1997 eingeführt. Es handelt sich dabei um eine echte Verjährungsfrist. Das hat zur Folge, dass mit jeder Unterbrechungshandlung (beispielsweise mit einer erneuten Betreibung oder mit einer Teilzahlung der betriebenen Person) eine neue zwanzigjährige Frist zu laufen beginnt und dass die Einrede der Verjährung im Streit um eine Verlustscheinforderung ausdrücklich erhoben werden muss.